# Marius Lode
Marius Lode (ur. 11 marca 1993 w Kvernaland) – norweski piłkarz występujący na pozycji środkowego obrońcy w norweskim klubie FK Bodø/Glimt oraz w reprezentacji Norwegii.

## Kariera klubowa

### Bryne FK
W 2012 roku przeszedł do zespołu Bryne FK. Zadebiutował 9 kwietnia 2012 w meczu OBOS-ligaen przeciwko Strømmen IF (3:1).

### FK Bodø/Glimt
2 lutego 2017 podpisał trzyletni kontrakt z klubem FK Bodø/Glimt. Zadebiutował 4 kwietnia 2017 w meczu OBOS-ligaen przeciwko Kongsvinger IL (3:2). W sezonie 2017 jego zespół zajął pierwsze miejsce w tabeli i awansował do najwyższej ligi. W Eliteserien zadebiutował 8 kwietnia 2018 w meczu przeciwko Odds BK (1:0). 13 kwietnia 2019 przedłużył kontrakt z klubem do 31 grudnia 2021. W sezonie 2019 jego zespół zajął drugie miejsce w tabeli zdobywając wicemistrzostwo Norwegii. Pierwszą bramkę zdobył 15 lipca 2020 w meczu ligowym przeciwko Kristiansund BK (2:1). 27 sierpnia 2020 zadebiutował w kwalifikacjach do Ligi Europy UEFA w meczu przeciwko FK Kauno Žalgiris (6:1). W sezonie 2020 jego drużyna zajęła pierwsze miejsce w tabeli i zdobyła mistrzostwo Norwegii. 7 lipca 2021 zadebiutował w kwalifikacjach do Ligi Mistrzów UEFA w meczu przeciwko Legii Warszawa (2:3). 16 września 2021 zadebiutował w fazie grupowej Ligi Konferencji Europy UEFA w meczu przeciwko Zorii Ługańsk (3:1).

## Kariera reprezentacyjna

### Norwegia U-21
W 2013 roku otrzymał powołanie do reprezentacji Norwegii U-21. Zadebiutował 10 czerwca 2013 w meczu towarzyskim przeciwko reprezentacji Polski U-21 (4:2).

### Norwegia
W 2021 roku otrzymał powołanie do reprezentacji Norwegii. Zadebiutował 24 marca 2021 w meczu eliminacji do Mistrzostw Świata 2022 przeciwko reprezentacji Gibraltaru (0:3).

## Statystyki

### Klubowe
(aktualne na dzień 21 września 2021)
| Klub               | Sezon              | Liga               | Liga  | Liga   | Puchar kraju | Puchar kraju | Europa | Europa | Suma  | Suma   |
| Klub               | Sezon              | Liga               | Mecze | Bramki | Mecze        | Bramki       | Mecze  | Bramki | Mecze | Bramki |
| ------------------ | ------------------ | ------------------ | ----- | ------ | ------------ | ------------ | ------ | ------ | ----- | ------ |
| Bryne FK           | 2012               | OBOS-ligaen        | 28    | 0      | 2            | 0            | –      | –      | 30    | 0      |
| Bryne FK           | 2013               | OBOS-ligaen        | 27    | 0      | 3            | 0            | –      | –      | 30    | 0      |
| Bryne FK           | 2014               | OBOS-ligaen        | 23    | 0      | 2            | 0            | –      | –      | 25    | 0      |
| Bryne FK           | 2015               | OBOS-ligaen        | 28    | 0      | 3            | 0            | –      | –      | 31    | 0      |
| Bryne FK           | 2016               | OBOS-ligaen        | 11    | 0      | 0            | 0            | –      | –      | 11    | 0      |
| Bryne FK           | Ogólnie            | Ogólnie            | 117   | 0      | 10           | 0            | 0      | 0      | 127   | 0      |
| FK Bodø/Glimt      | 2017               | OBOS-ligaen        | 29    | 0      | 3            | 0            | –      | –      | 32    | 0      |
| FK Bodø/Glimt      | 2018               | Eliteserien        | 16    | 0      | 3            | 0            | –      | –      | 19    | 0      |
| FK Bodø/Glimt      | 2019               | Eliteserien        | 26    | 0      | 1            | 0            | –      | –      | 27    | 0      |
| FK Bodø/Glimt      | 2020               | Eliteserien        | 26    | 1      | 0            | 0            | 3      | 0      | 29    | 1      |
| FK Bodø/Glimt      | 2021               | Eliteserien        | 10    | 0      | 0            | 0            | 9      | 0      | 19    | 0      |
| FK Bodø/Glimt      | Ogólnie            | Ogólnie            | 107   | 1      | 7            | 0            | 12     | 0      | 126   | 1      |
| Ogólnie w karierze | Ogólnie w karierze | Ogólnie w karierze | 224   | 1      | 17           | 0            | 12     | 0      | 253   | 1      |

### Reprezentacyjne
(aktualne na dzień 21 września 2021)
| Reprezentacja | Rok     | Mecze | Bramki |
| ------------- | ------- | ----- | ------ |
| Norwegia U-21 |         |       |        |
| 2013          | 1       | 0     |        |
| Ogólnie       | Ogólnie | 1     | 0      |
| Norwegia      |         |       |        |
| 2021          | 1       | 0     |        |
| Ogólnie       | Ogólnie | 1     | 0      |

| Mecze i gole w reprezentacji | Mecze i gole w reprezentacji | Mecze i gole w reprezentacji | Mecze i gole w reprezentacji | Mecze i gole w reprezentacji | Mecze i gole w reprezentacji | Mecze i gole w reprezentacji | Mecze i gole w reprezentacji |
| Norwegia U-21                | Norwegia U-21                | Norwegia U-21                | Norwegia U-21                | Norwegia U-21                | Norwegia U-21                | Norwegia U-21                | Norwegia U-21                |
| Lp.                          | Data                         | Miejsce                      | Gospodarz                    | Gość                         | Wynik                        | Gol                          | Rozgrywki                    |
| ---------------------------- | ---------------------------- | ---------------------------- | ---------------------------- | ---------------------------- | ---------------------------- | ---------------------------- | ---------------------------- |
| 1.                           | 10.06.2013                   | Fredrikstad                  | Norwegia U-21                | Polska U-21                  | 4:2                          |                              | Mecz towarzyski              |
| Norwegia                     |                              |                              |                              |                              |                              |                              |                              |
| Lp.                          | Data                         | Miejsce                      | Gospodarz                    | Gość                         | Wynik                        | Gol                          | Rozgrywki                    |
| 1.                           | 24.03.2021                   | Gibraltar                    | Gibraltar                    | Norwegia                     | 0:3                          |                              | el. MŚ 2022                  |

## Sukcesy

### FK Bodø/Glimt
- Mistrzostwo Norwegii (1×): 2020
- Wicemistrzostwo Norwegii (1×): 2019
- Mistrzostwo OBOS-ligaen (1×): 2017